# أحمد إلياس (لاعب كرة قدم)
أحمد علي إلياس (مواليد 9 نوفمبر 1990) لاعب كرة قدم أردني من أصل فلسطيني. يجيد اللعب في مركز الجناح الأيسر أو محور وسط مع منتخب الأردن الوطني و نادي الوحدات.

## وصلات خارجية
- أحمد إلياس على موقع قاعدة بيانات كرة القدم.إي يو (الإنجليزية)
- أحمد إلياس على موقع ناشيونال فوتبول تيمز (الإنجليزية)
- أحمد إلياس على موقع كووورة
- اللاعب أحمد إلياس على موقع كووورة.